# Kari Jormakka

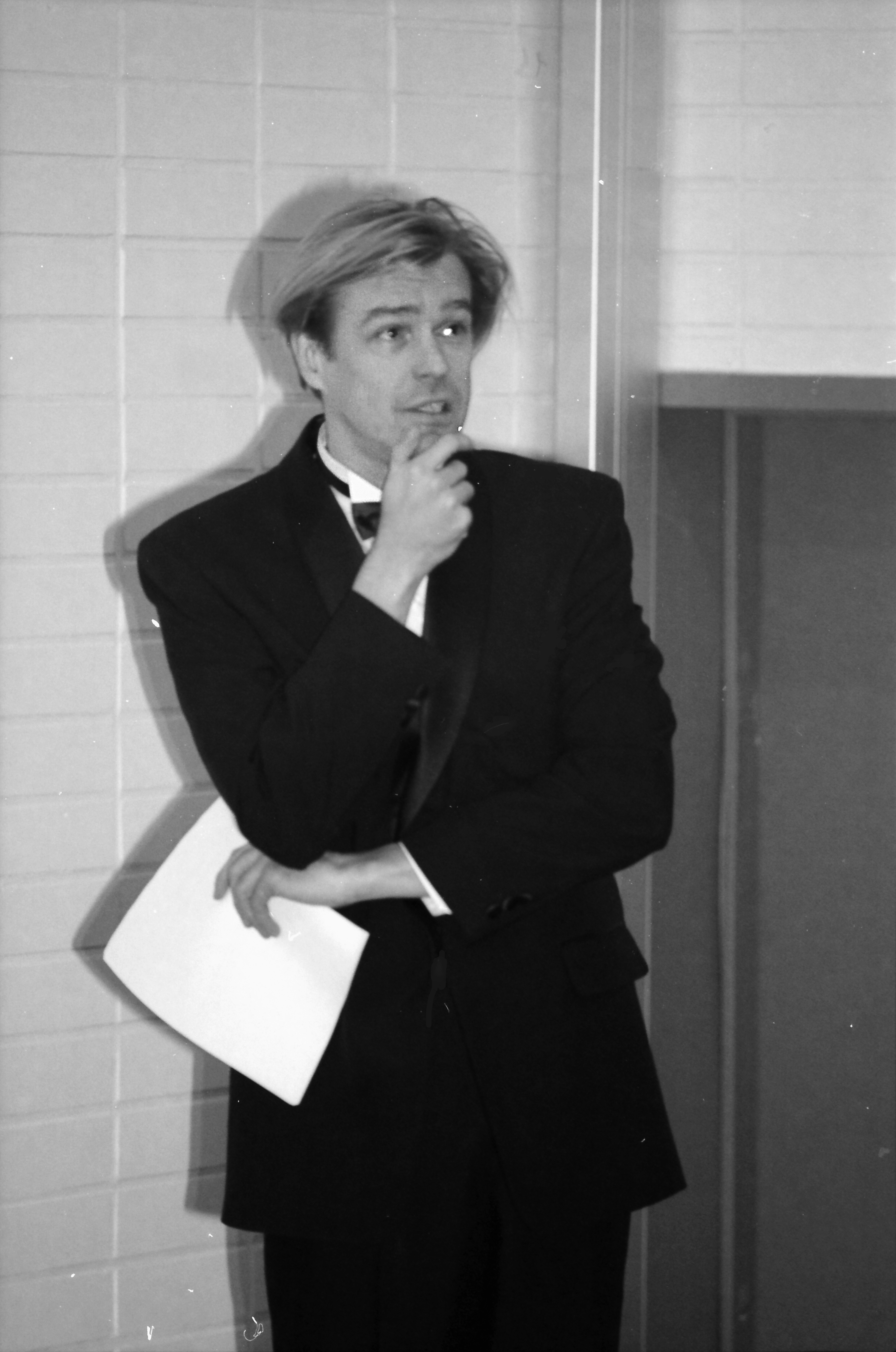

Kari Juhani Jormakka (* 1959 in Helsinki; † 13. Januar 2013 in Wien) war ein finnischer Architekt, Architekturtheoretiker, Historiker und Hochschullehrer.
Jormakka studierte an der Helsinki University of Technology und der Technischen Universität Tampere. Er war Professor der Architekturtheorie an der Technischen Universität Wien. Außerdem hat er an der Bauhaus-Universität Weimar, der University of Illinois in Chicago und der Ohio State University gelehrt.
Jormakka starb am 13. Januar 2013 im Alter von 54 Jahren in Wien an einem Herzinfarkt.
Im Jahr 2020 wurde zu Ehren von Kari Jormakka von der Universität Tampere in Finnland eine Gedenkschrift mit dem Titel „What, if anything, is a rabbit?“ [„Was, wenn überhaupt, ist ein Kaninchen?“] veröffentlicht, die Aufsätze von über 20 seiner ehemaligen Kollegen aus den USA, Finnland, Deutschland und Österreich enthält.

## Veröffentlichungen
- Eyes that do not see. Perspectives on functionalist architectural theory, Weimar: Verl. der Bauhaus-Universität 2011
- Wood with a Difference. Österreichische Studierende präsentieren finnische Architektur, Wien: Luftschacht 2011 (hg. mit Dörte Kuhlmann)
- Die Architektur der neuen Weltordnung / Architecture in the Age of Empire, Weimar: Verl. der Bauhaus-Universität 2011 (hg. mit K. Faschingeder, N. Korrek, O. Pfeifer, G. Zimmermann)
- Building Designing Thinking, Helsinki: Alvar Aalto Foundation 2008 (hg. mit Esa Laaksonen)
- Strategien der Transparenz / Strategies of Transparency, UmBau 24, Salzburg: Pustet 2008 (hg. mit Christian Kühn)
- Diffus im Fokus / Focus on Blur, UmBau 23, Salzburg: Pustet 2007 (hg. mit Christian Kühn)
- Design Methods, Basel: Birkhäuser 2007
- The Art of the City – from Camillo Sitte to Today, Datutop 27, Tampere 2006
- Kunst des Städtebaus – Neue Perspektiven auf Camillo Sitte, Wien: Böhlau 2005 (hg. mit Klaus Semsroth u. Bernhard Langer)
- Genius locomotionis, Wien: Edition Selene 2005
- Wettbewerb! / Competition!, UmBau 22, Wien: Edition Selene 2005 (hg. mit Christian Kühn)
- Lernen von Calvin Klein / Learning from Calvin Klein, UmBau 21, Wien: Edition Selene 2004 (hg. mit Christian Kühn)
- Lost in Space, Wien: Edition Selene 2003, mit Dörte Kuhlmann
- Geschichte der Architekturtheorie, Wien: Edition Selene 2003
- Building Power. Architektur, Macht, Gender, Wien: Edition Selene 2003 (hg. mit Dörte Kuhlmann u. Sonja Hnilica)
- Moral und Architektur / Morality and Architecture, UmBau 20, Wien: Edition Selene 2003 (hg. mit Christian Kühn)
- Flying Dutchmen: Motion in Architecture, Basel: Birkhäuser 2002
- Building Gender. Architektur und Geschlecht, Wien: Edition Selene 2002 (hg. mit Dörte Kuhlmann)
- Diagramme, Typen, Algorythmen / Diagrams, Types, Algorithms, UmBau 19, Wien: Edition Selene 2002 (hg. mit Christian Kühn)
- Im Sog des Neuen / The Call of the New, UmBau 18, Wien: Edition Selene 2001 (hg. mit Christian Kühn)
- The use and abuse of paper: Essays on Alvar Aalto, Datutop 20, Tampere 1999, mit Jaqueline Gergus und Douglas Graf
- Form & Detail – Henry van de Veldes Bauhaus, Weimar: Verl. der Bauhaus-Universität 1998 (hg.)
- Heimlich Manoeuvres – Ritual in Architectural Form, Weimar: Verl. der Bauhaus-Universität 1995
- Constructing Architecture. Notes on Theory and Criticism in Architecture, Dautop 15, Tampere 1991